# Storringat buskfly
Storringat buskfly (Amphipyra berbera) är en fjärilsart som beskrevs av Charles E. Rungs 1949. Storringat buskfly ingår i släktet Amphipyra och familjen nattflyn. Arten är reproducerande i Sverige. Inga underarter finns listade i Catalogue of Life.

## Bildgalleri

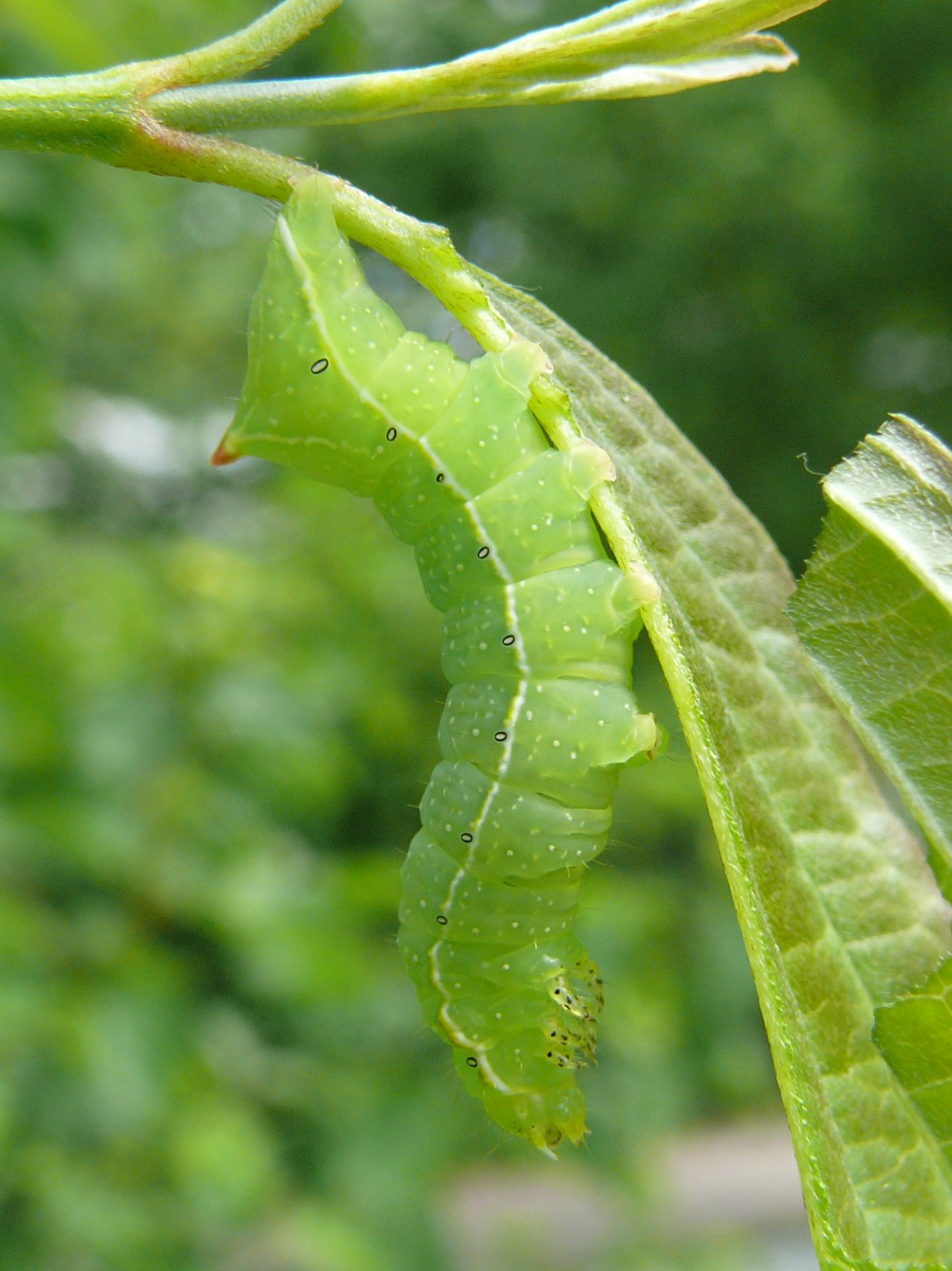
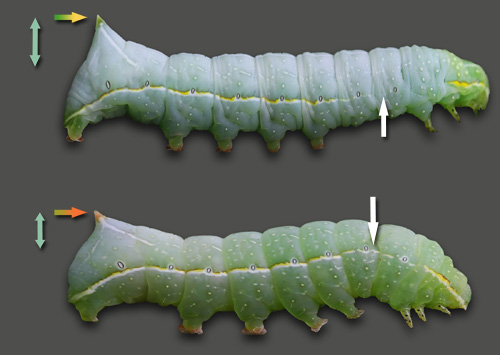
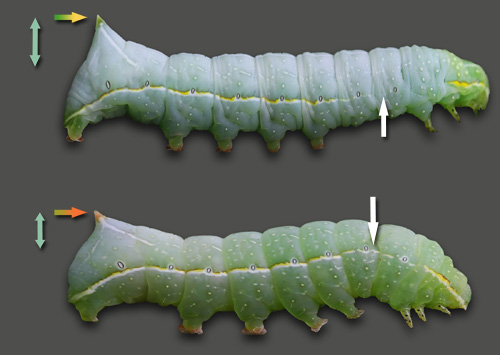